# Efekt snoba

Efekt snobizmu

Efekt snoba, efekt snobizmu – zjawisko ekonomiczne polegające na ograniczaniu zakupu pewnych dóbr lub całkowite zaniechanie ich nabycia, ponieważ są one chętnie nabywane przez inne gospodarstwa domowe. 
Efekt snoba został opisany przez Harveya Leibensteina. W tym zjawisku krzywa popytu położona jest poniżej krzywej popytu dla typowego konsumenta, a jej opadająca tendencja jest znacznie silniejsza. Przykład: grupa snobów ze Stanów Zjednoczonych nie jada hamburgerów, gdyż jest to według nich jedzenie dla zwykłego Amerykanina. Ponieważ według nich (grupy snobów) oni sami są wyjątkowi, jedzą potrawy z wyższej półki cenowej.
Komplementarnym niejako zjawiskiem jest efekt Veblena, kiedy to ze względu na prestiżowy charakter dóbr popyt rośnie mimo wzrostu ceny (krzywa popytu przebiega dokładnie odwrotnie). Przeciwieństwem efektu snoba jest natomiast efekt owczego pędu. 